# Hala Targowa w Siedlcach
Hala Targowa – zabytkowa hala targowa z 1908 r. znajdująca się w Siedlcach w dzielnicy Śródmieście u zbiegu ul. Armii Krajowej i ul. Kazimierza Pułaskiego. Budowla wykonana została w eklektycznym stylu z elementami neogotyckimi. Aktualnie znajduje się w nim supermarket sieci Topaz oraz browar restauracyjny Brofaktura. Obok zabytku znajduje się Skwer Pamięci Ofiar Zbrodni Katyńskiej.

## Historia
Pierwsze wzmianki dotyczące budowy hali pochodzą z 1904 r. W celu uporządkowania handlu żywnością, magistrat pomyślał o budowie krytej hali na placu targowym otwartym w 1869 r. 

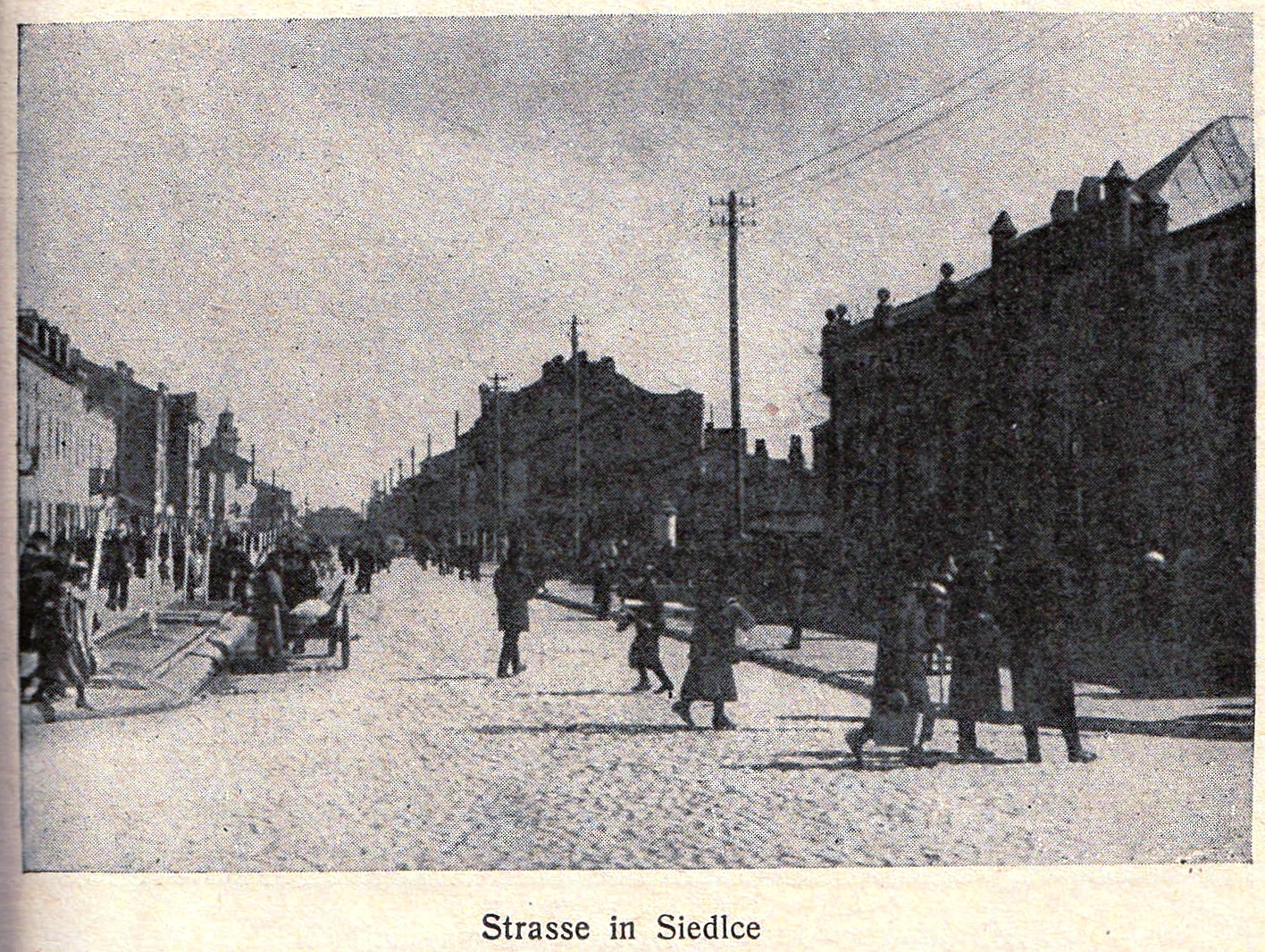
Ulica Kazimierza Pułaskiego w latach 1935-1942, po prawej widoczna hala targowa.

Budynek miał być zaprojektowany na wzór hali targowej w Warszawie. Za pozwoleniem władzy, 9 sierpnia 1905 r. odbył się przetarg. Budową hali mieli się zająć bracia Zającowie, lecz z uwagi na trwającą wtedy wojnę rosyjsko-japońską, zadanie zostało przełożone na przyszłe lata. Po 3 latach, w 1908 r. powrócono do planów budowy hali targowej, lecz już z inną koncepcją. Budową mieli się zająć państwo Saczewski oraz Wilk, protokół przez komitet budowlany został przyjęty 15 lipca 1909 r. Całkowity koszt budowy zamknął się w 17 388 rublach. Hala została zbudowana z cegły, kryta blachą, betonową podłogą, metalowymi okiennymi ramami, 24 piwnicami i 4 bramami wejściowymi. Długość budynku wynosiła 44 m, szerokość 18 m i wysokość 7 m.
W latach 30. XX w. dobudowano wokół hali drewniane, kryte kramy, dzisiaj już nieistniejące. W latach 80. budynek był w tak złym stanie, że nie nadawał się do użytku publicznego i został zamknięty. W 1991 r. hala stała się zapleczem Centrum Kultury i Sztuki.

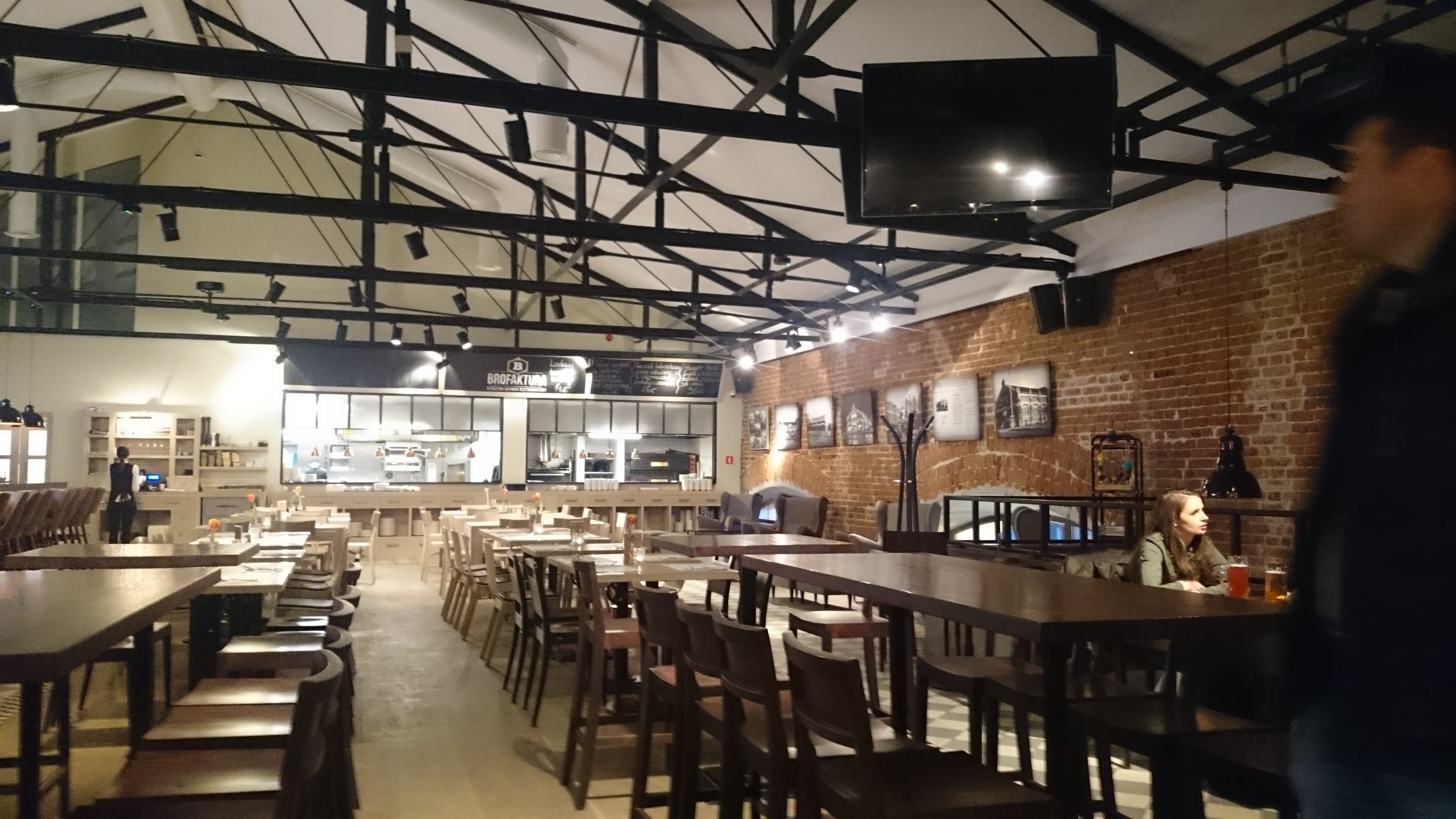
Wnętrze restauracji Brofaktura

W lutym 2013 r. Centrum Kultury i Sztuki wystawiło halę na sprzedaż. 25 kwietnia tego samego roku odbyła się licytacja, nowym właścicielem zabytku został Zbigniew Paczóski, będący właścicielem sieci sklepów Topaz. W czerwcu Zbigniew Paczóski ogłosił chęć otwarcia pubu w zakupionym przez niego lokalu. Pod koniec roku na parterze otwarto supermarket Topaz, lecz nie był to jeszcze koniec remontów hali.
Nad działającym sklepem spożywczym, 25 października 2014 r. otwarty został browar restauracyjny Brofaktura.